# 30030
30030（三万三十、さんまんさんじゅう）は自然数、また整数において、30029の次で30031の前の数である。

## 性質
- 30030は合成数であり、約数は1, 2, 3, 5, 6, 7, 10, 11, 13, 14, 15, 21, 22, 26, 30, 33, 35, 39, 42, 55, 65, 66, 70, 77, 78, 91, 105, 110, 130, 143, 154, 165, 182, 195, 210, 231, 273, 286, 330, 385, 390, 429, 455, 462, 546, 715, 770, 858, 910, 1001, 1155, 1365, 1430, 2002, 2145, 2310, 2730, 3003, 4290, 5005, 6006, 10010, 15015, 30030である。
  - 約数の和は96768。
- 30030 = p6# = 2 × 3 × 5 × 7 × 11 × 13
  - 6番目の素数階乗数である。1つ前は2310、次は510510。
  - 6連続素数の積で表せる最小の数である。次は255255。
  - 最小の六素合成数である。次は39270。(オンライン整数列大辞典の数列 A067885)
  - 2連続以上の素数の積で表せる55番目の数である。1つ前は28891、次は30967。(オンライン整数列大辞典の数列 A097889)
  - 2番目の素数階乗番目の素数階乗である。1つ前は6(= p2#)、次は31610054640417607788145206291543662493274686990(= p30#)。
- 30030 − 1 = 30029
  - 素数階乗 n で n − 1 が素数(素数階乗素数)になる4番目の数である。1つ前は2310、次は304250263527210。(オンライン整数列大辞典の数列 A136349)
- 30030 + 1 = 30031 = 59 × 509
  - 素数階乗 n で n + 1 が合成数になる最小の数である。次は510510。
- 30030 + 17 = p6# + p7 = 30047
  - 素数階乗 pn# で pn# + pn+1 が素数になる4番目の数である。1つ前は30、次は510510。
- 30030 − 17 = p6# − p7 = 30013
  - 素数階乗 pn# で pn# − pn+1 が素数になる4番目の数である。1つ前は2310、次は9699690。
  - pn# + pn+1 および pn# − pn+1 が素数になる2番目の素数階乗である。1つ前は30、次は9699690。
- 約数の和が自分自身の3倍を超える614番目の数である。1つ前は30000、次は30060。(オンライン整数列大辞典の数列 A068403)
  - 平方因子をもたない整数（無平方数）では最小、次は39270。
  - 素数階乗で約数の和が自分自身の3倍を超える最小の数である。1つ前の2倍は30、次の4倍は200560490130。
- 4299番目のハーシャッド数である。1つ前は30024、次は30032。
  - 6を基とする108番目のハーシャッド数である。1つ前は30012、次は30102。
  - 六素合成数がハーシャッド数になる最小の数である。次は39270。
  - 素数階乗数がハーシャッド数になる6番目の数である。1つ前は2310、次は223092870。
- 0 と 3 だけを使ってできる18番目の数である。1つ前は30003、次は30033。ただし最初を0としたときは19番目である。(オンライン整数列大辞典の数列 A169966)
- 30030 = 5 × 77 × 78
  - n = 77 のときの 5n(n + 1) の値とみたとき1つ前は29260、次は30810。(オンライン整数列大辞典の数列 A124080)
- 30030 = 165 × 182
  - n = 165 のときの n(n + 17) の値とみたとき1つ前は29684、次は30378。(オンライン整数列大辞典の数列 A132761)
- 30030 = 154 × 195
  - n = 154 のときの n(n + 41) の値とみたとき1つ前は29682、次は30380。
- 30030 = 3 × 140 × 143/2
  - n = 140 のときの 3n(n + 3)/2 の値とみたとき1つ前は29607、次は30456。(オンライン整数列大辞典の数列 A140091)
- 30030 = 26 × 33 × 35
  - n = 26 のときの n(n + 7)(n + 9) の値とみたとき1つ前は27200、次は33048。
- 30030 = 11 × 13 × 14 × 15
  - n = 11 のときの n(n + 2)(n + 3)(n + 4) の値とみたとき1つ前は21840、次は40320。
- 約数の和が30030になる数は5個ある。(13842, 17156, 20018, 20781, 30029) 約数の和5個で表せる218番目の数である。1つ前は29988、次は30060。
- 各位の和が6になる179番目の数である。1つ前は30021、次は30102。